# Panembahan Senopati

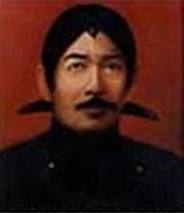
Panembahan Senopati

Sultan Panembahan Senopati of Sutowijoyo (hij regeerde van 1584 tot 1601), was de eerste keizer van het herstelde Mataram. De vorst regeerde in een periode waarin de Europese machten, waaronder de Nederlandse Vereenigde Oostindische Compagnie probeerden om vaste voet op Java te krijgen.
Panembahan Senopati werd begraven in Kotagede bij Jogjakarta.